# バーバラ・パーマー
バーバラ・パーマー（Barbara Palmer, 1641年 - 1709年10月9日）、旧姓名バーバラ・ヴィリアーズ（Barbara Villiers）は、17世紀イングランドの女性でカースルメイン伯爵ロジャー・パーマーの妻。ヴィリアーズ家出身。イングランド王チャールズ2世の寵姫で、（初代）クリーヴランド公爵夫人（1st Duchess of Cleveland）に叙された。

## 生涯

### チャールズ2世の寵姫となるまで
1641年にグラディソン子爵ウィリアム・ヴィリアーズの娘として生まれた。イングランド王ジェームズ1世・チャールズ1世父子の下で権勢を振るった初代バッキンガム公ジョージ・ヴィリアーズは祖父エドワード・ヴィリアーズの弟で大叔父、同名の息子でCabalに加わりチャールズ2世の側近となった第2代バッキンガム公ジョージ・ヴィリアーズは従叔父、ジャージー伯エドワード・ヴィリアーズは従弟に当たる。
バーバラは1656年に、乱暴で放蕩者として評判が悪かった8歳年上のチェスターフィールド伯フィリップ・スタンホープと恋仲になった。こんな彼女を持て余した親戚は、結婚させて落ち着かせようと、1659年に下級外務官僚のロジャー・パーマーと結婚させた。しかし、結婚してからもバーバラとチェスターフィールド伯との関係は続いていた。
1660年にバーバラは、ブルッヘの亡命宮廷でチャールズ2世と出会った。夫パーマーは熱烈な王党派で、チャールズ2世の許へ忠誠を誓いに駆けつけていた。その時、彼女も夫に同行していた。黒髪の美しいバーバラに、たちまち王は夢中になった。チャールズ2世は寵姫の夫という事で、1661年にパーマーをカースルメイン伯爵に叙した。この叙位をパーマーは喜んだ。バーバラは同年にアンを生んだ。しかし、この子供の父親は誰なのかはっきりとはせず、チャールズ2世はこの子供を自分の娘として認知する事を拒否した。

### 王妃キャサリンを巡って
彼女は1662年に再び妊娠した。1662年には、チャールズ2世とポルトガル王女キャサリン（カタリナ）との結婚が決まった。キャサリンは1662年5月14日にイングランドのポーツマス港に到着予定だった。しかし、気性が激しくわがままだったバーバラはこれを知り、わざと毎夜王と食事を共にして引き止めた。このため、チャールズ2世は予定より4日遅れで迎えに行き、キャサリンは4日も待ちぼうけをくらわされる事となった。その間バーバラは、もし王がポーツマスに行くのなら、王妃と新婚生活を送るハンプトン・コート宮殿に押しかけてそこで出産をすると脅し、王や廷臣達を慌てさせた。
チャールズ2世は、王妃キャサリンがバーバラと顔を合わせる事を嫌がっているのを知っていながら、バーバラを王妃の女官にするべきだと言った。キャサリンは当然抗議したが、聞き入れてもらえなかった。王はある日、引き合わせたい人がいると言い、バーバラをキャサリンの前に連れていった。キャサリンは最初、その女性が誰なのかわからなかった。しかしその後、自分が手を取っているのが、バーバラ・カースルメインだと知り、ショックを受けた。だが、王は王妃に対してこのような無神経な事をしていながら、バーバラが王妃を侮辱した時には激怒した。

### 子供の認知を巡って
バーバラは1662年にチャールズを、1663年にヘンリーを、1664年にシャーロットを、1665年にジョージを、1672年にバーバラを生んだ。子供が生まれる度に、自分の子かどうか疑う王と、王の子だと主張するバーバラとの間で揉め事が起こったが、いつもバーバラの粘り勝ちとなっていた。しかし、次男ヘンリーの認知を巡っては、王は断固として拒否する姿勢を見せた。すると彼女は泣き落とし戦術に加え、宮廷中をわめき散らしたあげく、ホワイトホール宮殿にヘンリーを連れ込み、認知してくれないとこの子の頭をかち割ると王を脅した。この騒動の後、結局争いが嫌いなチャールズ2世は、ヘンリーを認知した。バーバラはチャールズ2世の深い寵愛を背にして、イングランド宮廷の誰に対しても遠慮する事がなかった。また、プロテスタントの廷臣達も、いつまでもキャサリンに子供が授からないため、キャサリンと離婚してバーバラを王妃に迎えるように勧めた事があった。

### 新たな寵姫、寵愛の衰え
物欲が強かったバーバラは、金・土地・権利と、チャールズ2世から思いのままに引き出した。しかし1668年に、王の新たな寵姫ネル・グウィンが現われた。ネルの存在を知ったバーバラは激怒し、その凄まじい剣幕は周囲を震え上がらせた。バーバラはネルの事を「哀れな放浪の役者」と嘲った事があった。すると、ネルもバーバラが新しい六頭立ての馬車を走らせて自分の地位を誇示しようとした時、わざと農夫の使う六頭立て牛車を雇い、バーバラの邸の前を鞭を鳴らして「娼婦が商売に行くよ!」と叫びながら走り抜け、応戦した。
物欲の他に名誉欲も強かったバーバラは、絶えずチャールズ2世に金品を要求し、イングランド政府を困らせていただけでなく、自分への叙爵も要求するようになった。宮廷の誰もが国王第一の寵姫である彼女に逆らえない中、気骨ある宰相クラレンドン伯爵エドワード・ハイド（王弟ヨーク公ジェイムズの妃アン・ハイドの父）のような人物もいた。チャールズ2世もバーバラのしつこい要求に傾きかけていったが、クラレンドン伯爵はバーバラへの叙爵を拒否した。
1671年には、フランス貴族の娘ルイーズ・ケルアイユが新たに王の寵姫となり、バーバラはルイーズに激しい対抗心を抱いた。そしてルイーズより先に、クリーヴランド公爵夫人の称号を手に入れる事に成功した。しかし子供達の叙爵に関しては、物欲や名誉欲が強かった事では同様だが、バーバラより巧妙だったルイーズに先を越されてしまった。ルイーズの生んだチャールズ・レノックスが1675年8月9日にリッチモンド公爵に叙されたのに対し、バーバラの次男ヘンリー・フィッツロイがグラフトン公に叙されたのは9月1日だった。そして長男のチャールズ・フィッツロイがサウサンプトン公爵に叙されたのは9月10日だった。寵姫や子供の面倒見が良かった王は、1682年にはバーバラの3男ジョージ・フィッツロイもノーサンバーランド公爵に叙した。
しかし、一時は絶大な権勢を誇り、賄賂に弱い彼女を利用して国事から宗教問題にまで影響を与えようと、フランスが考えてさえいたバーバラだったが、しだいに王の寵愛も衰えていった。1671年の9月にはフランス大使が、バーバラは王に対する影響力を失ったとルイ14世に報告している。さすがにチャールズ2世もバーバラの、思い通りにならないとヒステリーを起こし、廷臣に当り散らす性格、強欲さ、身持ちの悪さに嫌気がさしてきたのだった。

### バーバラの愛人たち
王から多大な恩恵を受けていたバーバラだったが、決して王に対して貞節だったというわけではなかった。バーバラは、以前のネルの恋人であったチャールズ・ハート、モンタギュー公爵ラルフ・モンタギュー、綱渡り芸人のジェイコブ・ホール、マールバラ公ジョン・チャーチルと、次々に愛人を作った。マールバラ公は当時北アフリカのタンジール守備隊の大尉だったが、慢性的な金欠状態のため、母の又従妹に当たるバーバラの愛人になっていたのだった。チャールズ2世は突然バーバラの部屋を訪ね、マールバラ公が彼女の部屋の窓から慌てて出て行くのを目撃して2人の関係を知った時、彼がバーバラの愛人となっているのは金のためだろうと言ってマールバラ公を責める事はなかった。1672年にバーバラが生んだ同名の娘は、マールバラ公の娘だと言われている。
さらにバーバラは、チャールズ2世の庶子で長男のモンマス公爵ジェイムズ・スコットまで愛人にした。これには王も非常に困り、モンマス公を急いで結婚させた。また、もう1つ王を悩ませたバーバラの男性関係は、セント・オールバンズ伯爵ヘンリー・ジャーミンの同名の甥ヘンリー・ジャーミンとの関係だった。1662年には2人は公然と関係していたという。チャールズ2世がヘンリーに限って強硬に認知を渋ったのは、このような事情があった。
チャールズ2世から多額の年金を既に与えられていたバーバラは、1677年に駐フランス大使になっていた男性と恋に落ち、パリに移り住んで1684年まで暮らした。チャールズ2世の死後は、夫パーマーと離婚し、1705年に10歳年下のロバート・フィールディングという美男と結婚した。しかし、フィールディングが二重結婚していた事がわかり、2年後にこの結婚は無効とされた。バーバラはフィールディングにすっかり財産を食い尽くされた。
1709年、バーバラはロンドンで死去した。